# Fossa glandulae lacrimalis

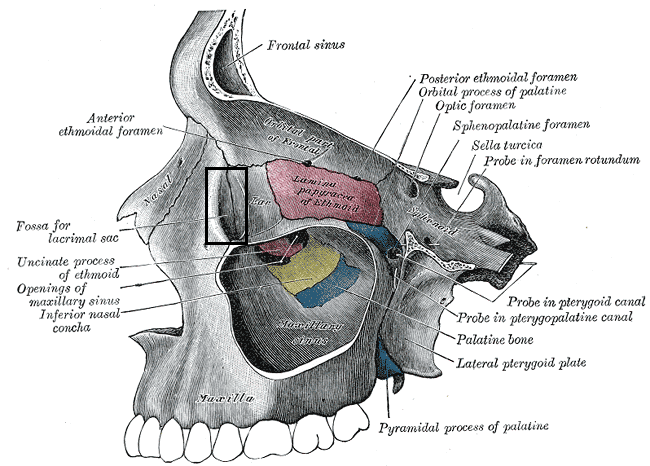
A felső állcsont oldalról és metszve (a fekete téglalap jelöli a bemélyedést)

A homlokcsont (os frontale) mindkét oldali orbitális lemezén található a fossa glandulae lacrimalis. A felszíne sima és konkáv. A processus zygomaticus fedése alatt található, mely így egy sekély bemélyedést alakít ki. Ezekben találhatóak a könnymirigyek (glandula lacrimalis).